# ディノラ

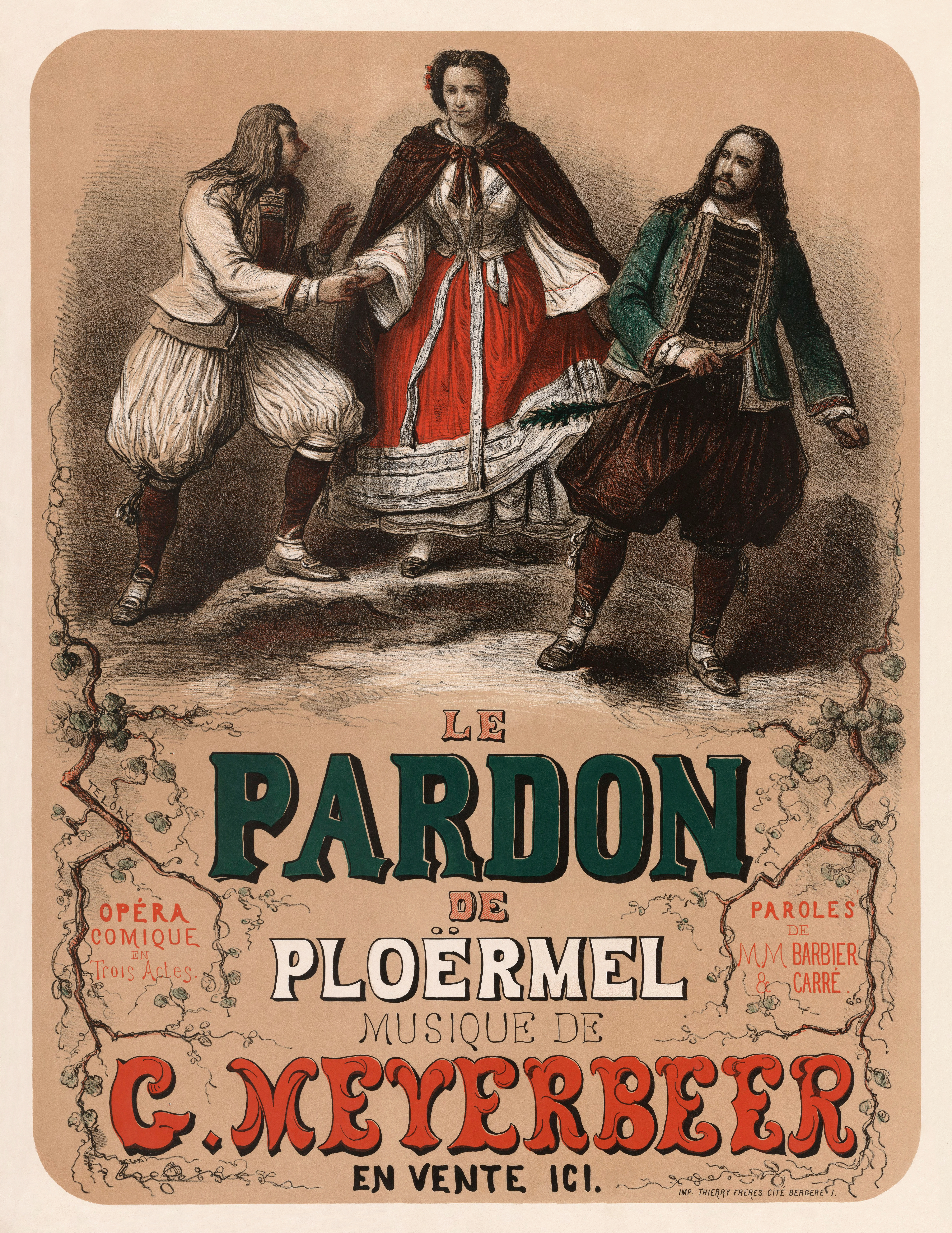
1859年パリ・オペラ座での初演時のポスター

『ディノラ』（フランス語:  Dinorah ou Le pardon de Ploërmel ）は、ジャコモ・マイアベーアによる3幕のオペラ・コミックである。原題は『ディノラまたはプロエルメルの許し』で、初演はパリのオペラ＝コミック座で1858年4月4日に行われた。『ディノーラ』や『プロエルメルの巡礼』とも表記される。

## 概要

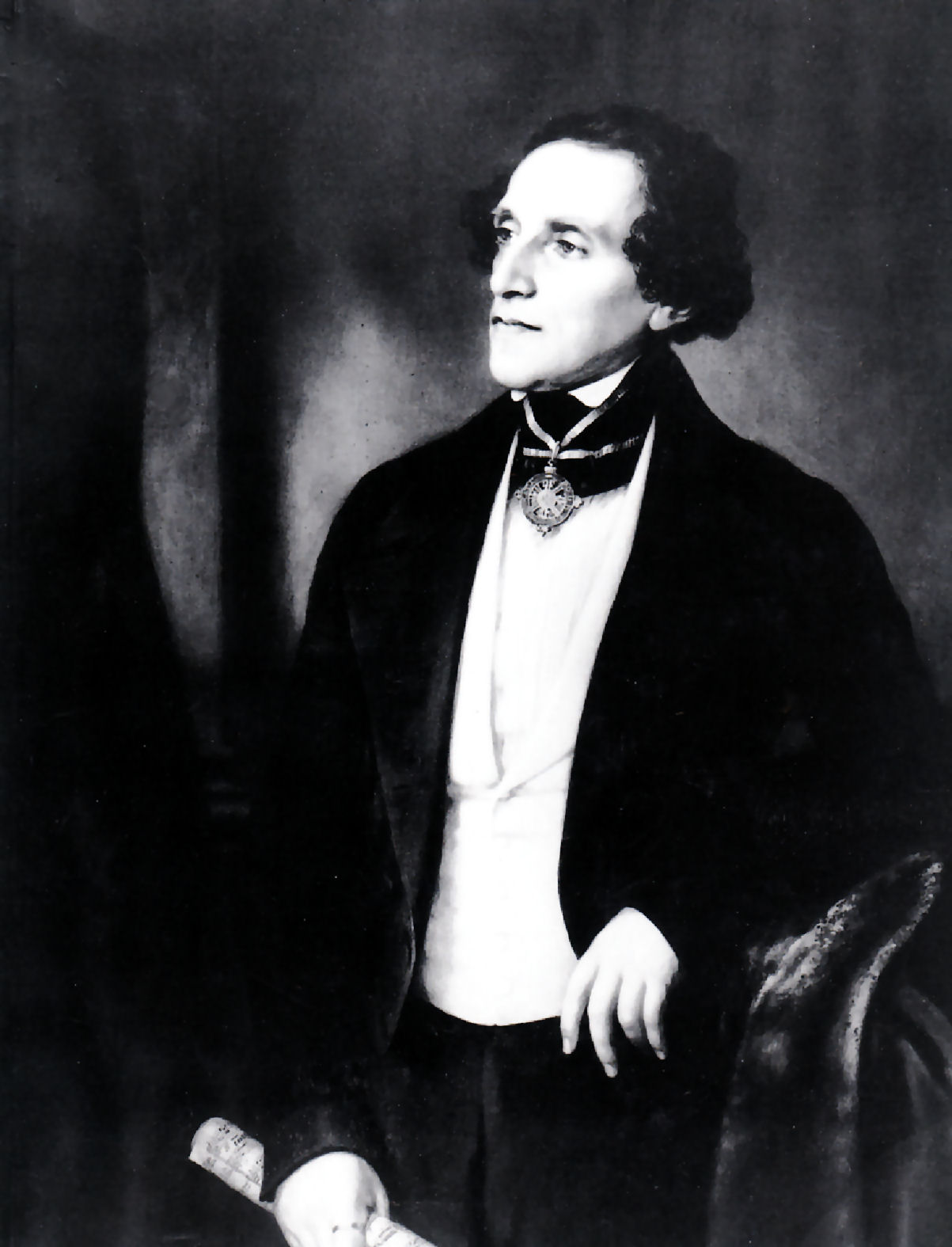
カール・ヨーゼフ・ベガスによる1851年時のマイアベーア

### 作曲の経緯
マイアベーアは当初、１幕物の作曲をオペラ・コミック座の支配人エミール・ペランに持ち掛けた。ペランはお世辞を武器として使いつつ、マイアベーアの説得を試みた。彼はマイアベーアに「１幕物ですと、一夜の出し物としては短すぎるので、もう一作上演しなければなりません。しかし、あなたは現在、最も著名なオペラ作曲家ですから、同日に上演するに相応しい演目などあり得ません」と言い、一晩の公演を完結させるべく3幕物への変更を要求したのであった。マイアベーアはこの要求に応え、合唱と数名の脇役を追加して3幕物を作曲したのであった。

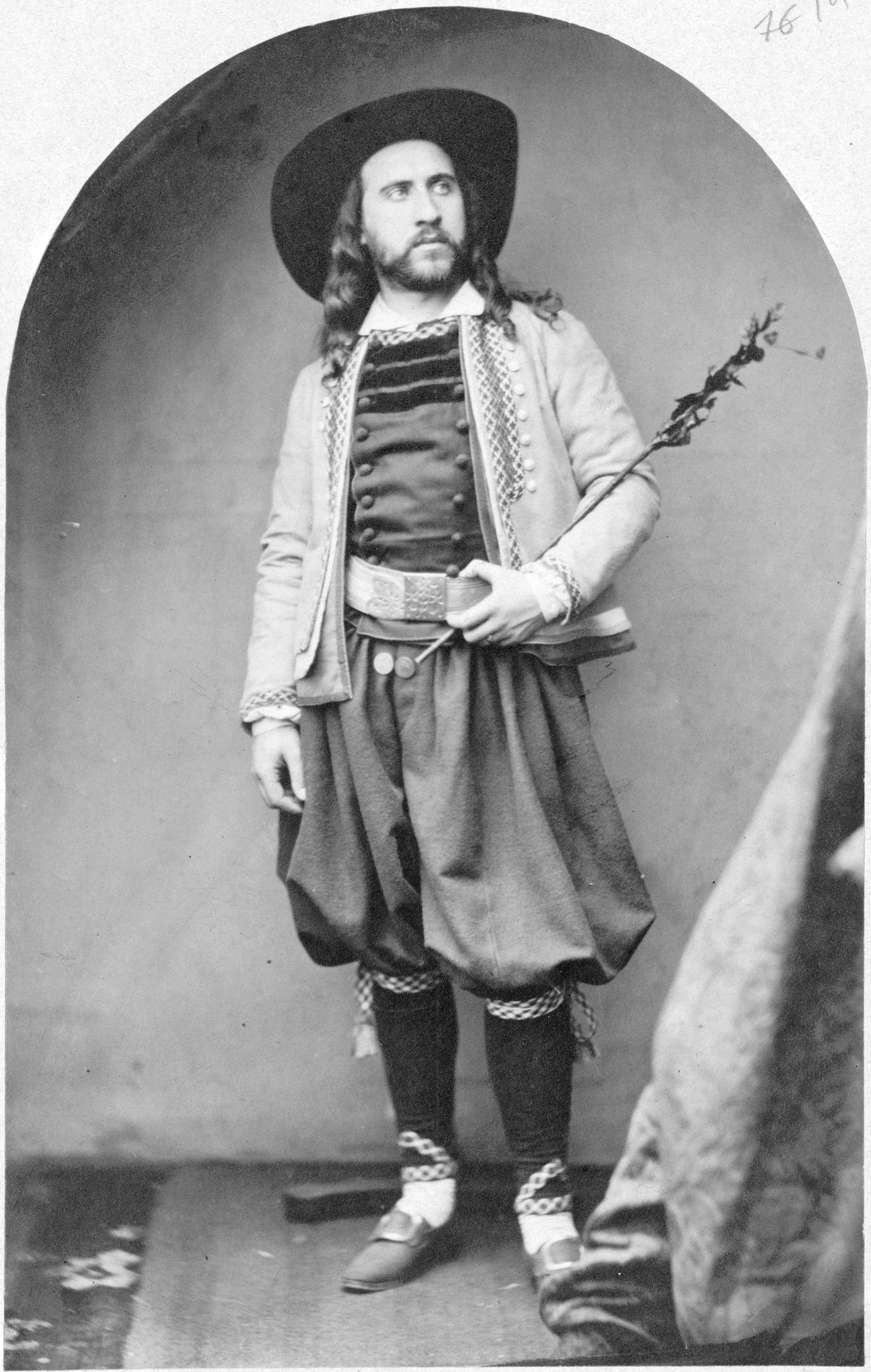
オエルを演じたフォル

『ディノラ』はオペラ＝コミック座向けのオペラ・コミックであり、曲間に台詞を含むことが基本となっており、後に変化するが、ハッピーエンドが長らく不文律であった。マイアベーアのオペラ・コミックとしては1854年の『北極星』に続く第2作となる。この形式の19世紀半ば頃までの代表作にはボワエルデューの『白衣の婦人』（1825年）、ロッシーニの『オリー伯爵』（1828年）、オベールの『フラ・ディアヴォロ』（1830年）、『黒いドミノ』(1837年)、 エロルドの『ザンパ』（1831年）、アダンの『ロンジュモーの御者』（1836年）、ドニゼッティの『連隊の娘』（1840年）などがある。

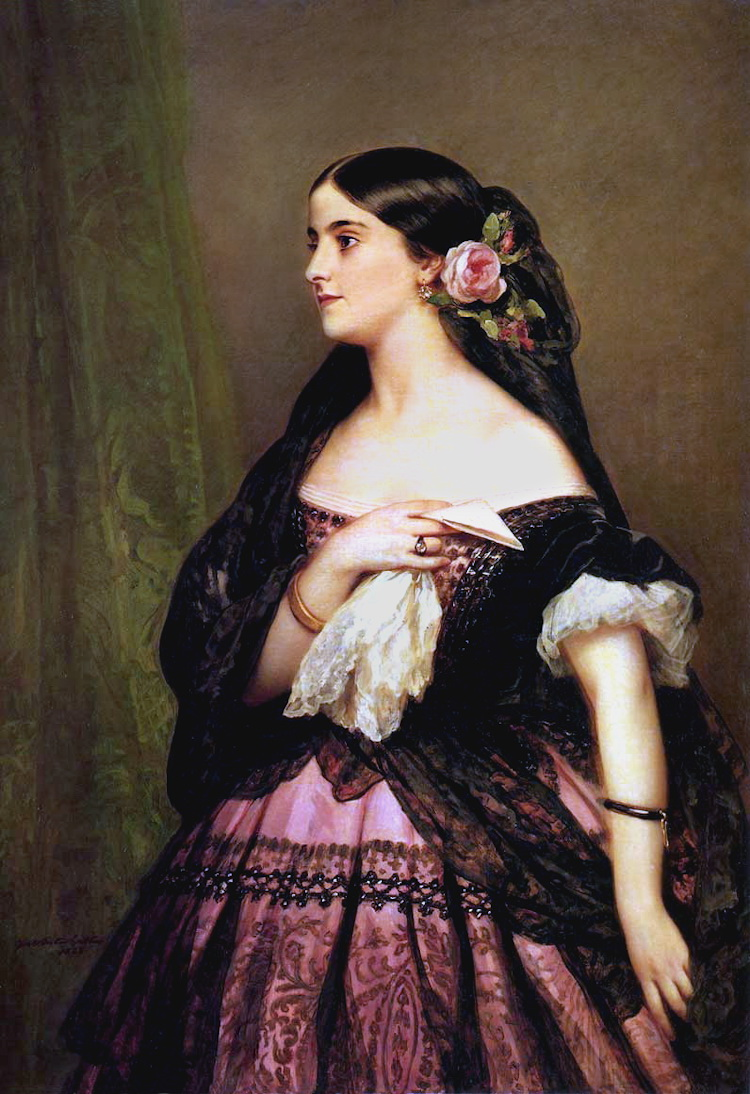
アデリーナ・パッティの肖像画

マーク・エヴェリストによれば「マイアベーアのグランド・オペラ作品は35年もの期間に及んだが、一方で、彼のオペラ・コミック分野の作品は、1850年代（『北極星』と『プロエルメルの巡礼』（本作）に集中しており、彼のキャリアの一端にしかならなかったように思われる。―中略―　一人の作曲家がグランド・オペラとオペラ・コミック両方を書くということが可能であったにもかかわらず、作曲家たちの間ではオペラ・コミックに挑戦しそれが成功するまで、グランド・オペラを作るのは待たなくてはならないという、明確な共通認識があった」ということである。　なお、マイアベーアは『悪魔のロベール』をオペラ・コミックとして書き、その後オペラ座向けに書き直している。

### 初演とその後
初演はナポレオン3世と皇后のウジェニーの臨席のもとに行われ、成功裡に終わった。マイアベーアはいつものように入念なリハーサルを行い、手抜かりなく準備を進めたのだった。本作は1874年に100回目の公演を記録し、1900年までに200回以上の公演が行われた。「マイアベーアの日記とは別に妻ミンナに宛てた手紙（初演の翌日）によると、合唱入りの序曲に対する聴衆の喝采が特に激しく、第二幕の有名な聞かせどころの〈影の歌〉やエンディングでの牧歌的なコーラス（序曲内の合唱パートの繰り返し）に人気が集まった」とのコメントが残されている。
イギリス初演は1859年7月26日、ロンドンのコヴェント・ガーデン王立歌劇場で行われた。出演はマリー・カロリーヌ・ミオラン=カルヴァロ （英語版）、フランチェスコ・グラツィアーニらであった。米国初演は1861年3月4日にニューオリンズのフレンチ・オペラ・ハウスにて、アデリーナ・パッティ、メルキセデック、カリエらの出演にて行われた。指揮はウジェーヌ・プレヴォストであった。

## リブレット

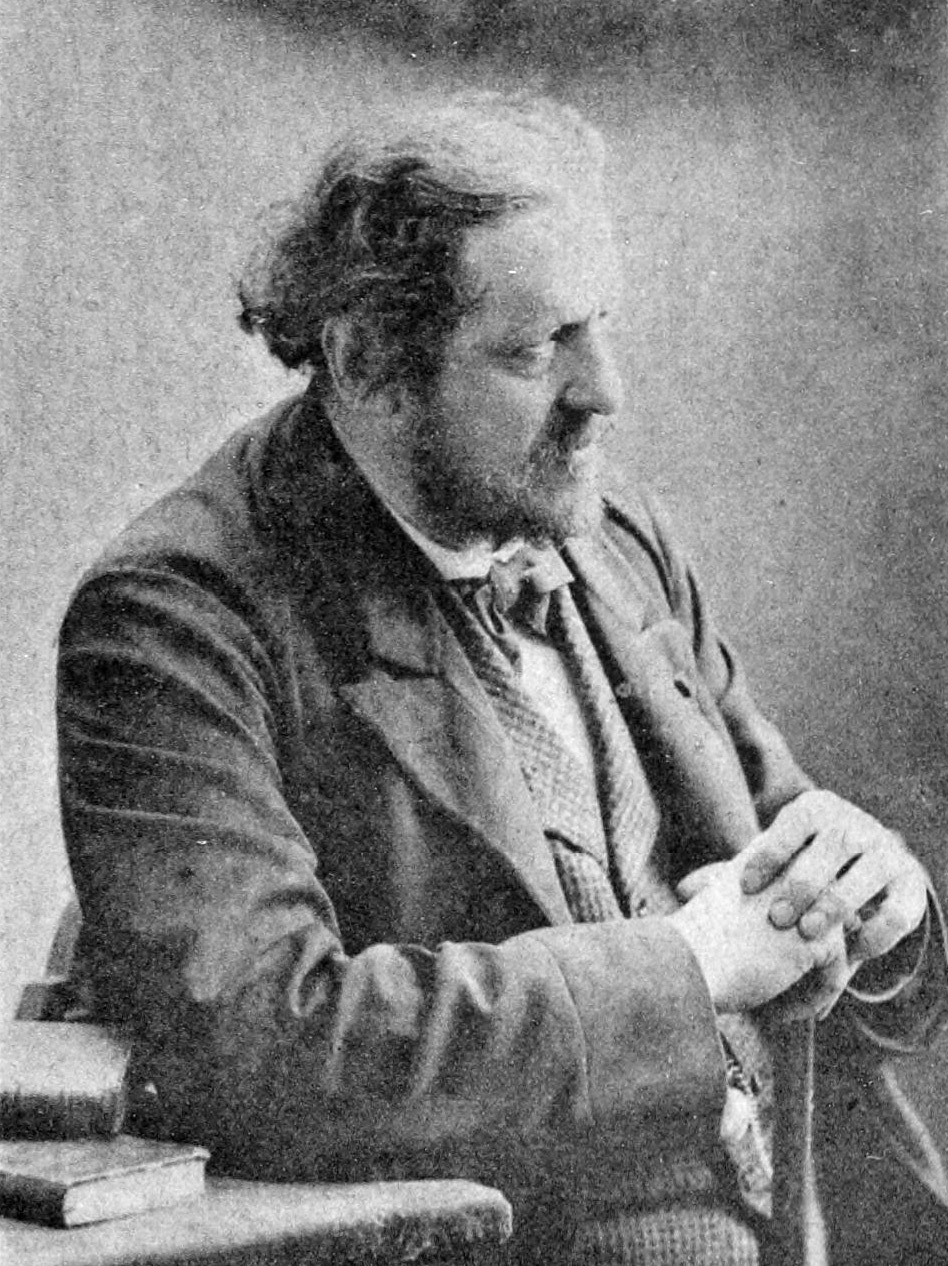
ジュール・バルビエ

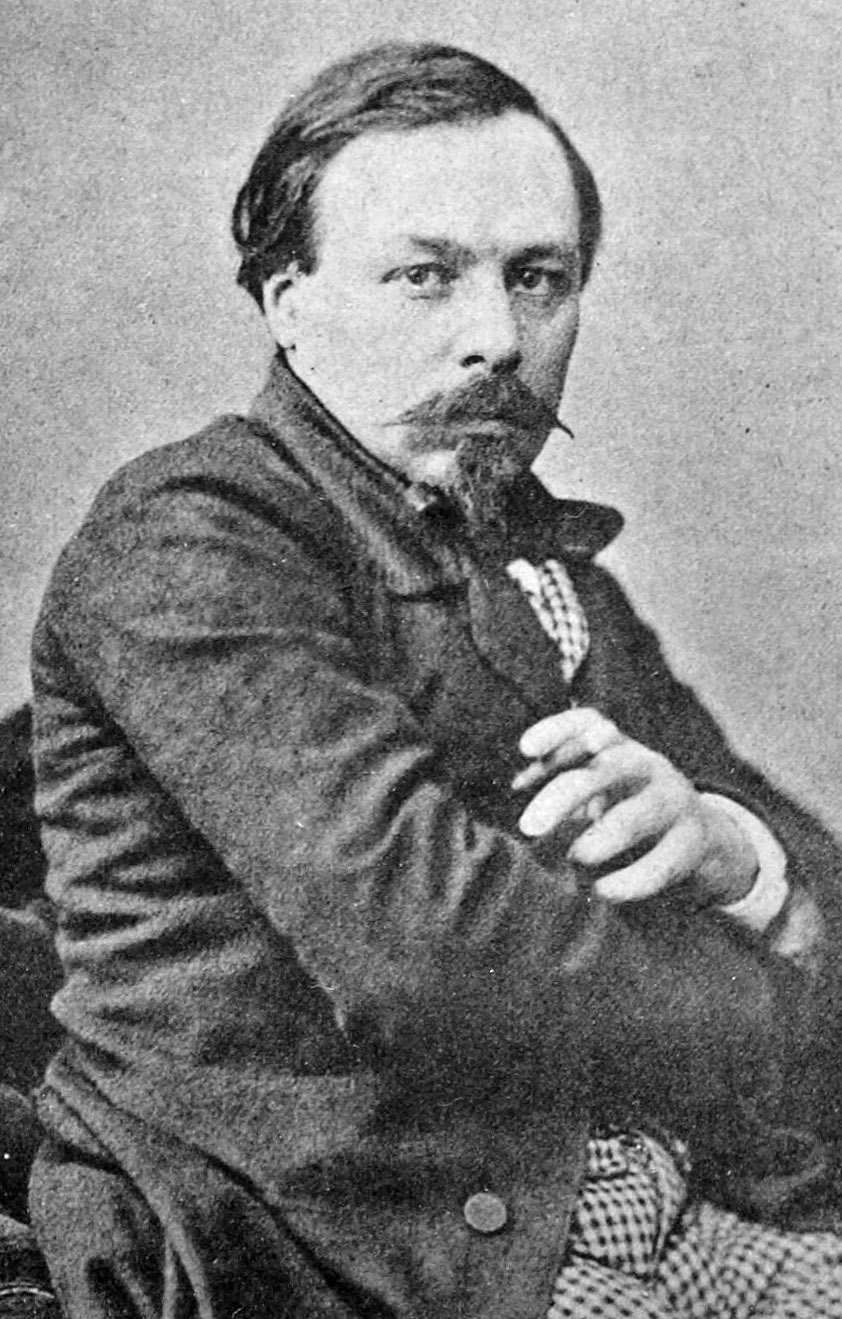
ミシェル・カレ

本作はエミール・スヴェストルによって編纂されたブルターニュの伝説に基づいた2つの物語（La Chasse aux trésorsとLe Kacouss de l'Armor）を原作としている。リブレットはジュール・バルビエとミシェル・カレによってフランス語で作成されている。バルビエとカレのコンビはグノーの『ファウスト』、『サバの女王 』、『ロメオとジュリエット』やアンブロワーズ・トマの『ハムレット』、『ミニョン』、オッフェンバックの『ホフマン物語』など数々の作品を手掛けている。なお、3幕物への改訂にあたってマイアベーア自身もリブレットの作成に参加した。マイアベーアはパリで活躍するようになってからは本作以外はすべてウジェーヌ・スクリーブにリブレットを依頼したが、今回だけは彼に依頼しなかった。オペラ研究家の岸純信によれば本作の「筋運び自体が悪いわけではない。しかし、追加の場面が多く、主筋に並行する形で脇役勢が中心となったシーンが次々と出る。それゆえ、ドラマがなかなか先に進まない」という指摘もある。

## 楽曲
マイアベーアは聴衆を魅了し、スリルを味わわせるような技巧を存分に発揮している。本作はマイアベーアのこれまでの全てのオペラの中では、舞台装置は最も簡素なもので、キャストも最小となっている。しかしながら、表面上の規模の小ささにもかかわらず、グランド・オペラの特徴に対するのと同様に詳細な注意を払った明瞭で絵画的な効果に関する熟達度が際立っている。岸純信によれば「音楽にはそれまでとは違うシンプルな息吹が漲っている。ディノラが歌う第1幕の子守唄や幕切れのコーラスなど、素朴で温かいメロディは、素肌の美しさにも喩えたいような魅力を醸しだす。また、オエルの友人コランタンが第2幕で歌うシャンソンでは半音階の下降型が印象的。実は、これとまったく同じフレーズが ヴェルディの『オテロ』第1幕で悪役ヤーゴが歌う〈乾杯の歌〉に出現する（両者とも高いヘ音から低い嬰ト音までの半音階進行）。これまた、ヴェルディがマイアベーアのアイディアを受容した例であるのだろう」と評している。

## アリア「影の歌」
『ディノラ』の第2幕のコロラトゥーラソプラノのアリア「影の歌」（Ombre légère）は、美しい月の光のふりそそぐ夜の森で田舎娘ディノラによって歌われる。彼女は愛するオエルが行くへ不明となり、正気を失い、森の中をさまよっている。彼女は寂しくひとり踊り、戯れながら自分の影に向かって独り言を呟く。至難なフィオリトゥーラ（旋律の装飾）の技巧とレッジェーロの華麗な旋律が歌い手の優れた美声とテクニックを要求する難曲である。全曲が上演されることの稀な本作にあって、単独で取り上げられるアリアである。このアリアは「いわゆる狂乱の場」と考えられる。アデリーナ・パッティは『ディノラ』の国際的名声を高める役割を担い、ベルリン、ウィーン、サンクトペテルブルク、ニューヨークなどで歌った。このアリアはアメリータ・ガリ＝クルチ、リリー・ポンス、マド・ロバン、マリア・カラス、ビヴァリー・シルズ、ジョーン・サザーランド、アンナ・モッフォ、スミ・ジョー、ナタリー・デッセイ、ディアナ・ダムラウなどによって歌われている。

## 登場人物
| 人物名     | 声域                        | 原語               | 役柄               | 初演時のキャスト 指揮者： テオフィル・ティルマン          |                    |
| ---------- | --------------------------- | ------------------ | ------------------ | --------------------------------------------------------- | ------------------ |
| ディノラ   | ソプラノ （コロラトゥーラ） | Dinorah            | 羊飼いの無邪気な娘 | マリー・カベル                                            |                    |
| オエル     | バリトン                    | Hoël               | ディノラの婚約者   | ジャン＝バティスト・フォル                                |                    |
| コランタン | テノール                    | Corentin           | バグパイプ吹き     | シャルル=ルイ・サント=フォワ （Charles-Louis Sainte-Foy） |                    |
| 農夫       | テノール                    | Un faucheur        | －                 | ヴィクトル・ヴァロ                                        |                    |
| 狩人       | テノール                    | Un chasseur        | －                 | バレイユ                                                  |                    |
| 山羊飼い   | ソプラノ                    | Pâtre              | －                 | マルグリート・ドゥクロワ                                  |                    |
| 山羊飼い   | ソプラノ                    | Pâtre              | －                 | デュピュイ                                                |                    |
| 羊飼い     | ソプラノ                    | Chevrière          | －                 | ブルイエ                                                  |                    |
| 山羊飼い   | メゾソプラノ                | Chevrière          | －                 | エンマ・バリア                                            |                    |
| ロイク     | 台詞                        | Loïc               | －                 | ルメール                                                  |                    |
| クロード   | 台詞                        | Claude             | －                 | パリアンティ                                              |                    |
| 合唱：     | 農民たち、村人たち          | 農民たち、村人たち | 農民たち、村人たち | 農民たち、村人たち                                        | 農民たち、村人たち |

## 初演時の衣装

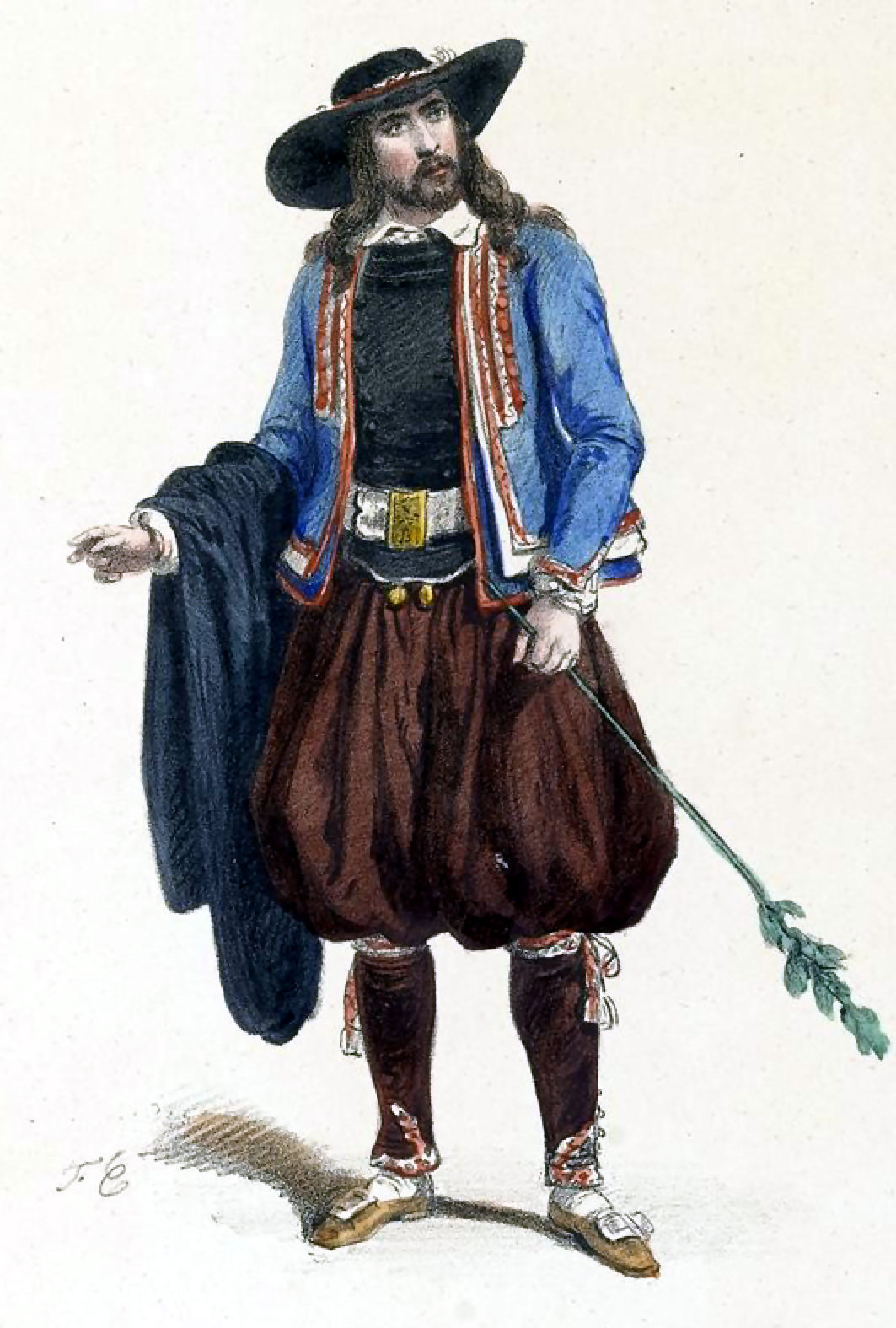
ジャン＝バティスト・フォル（オエル）
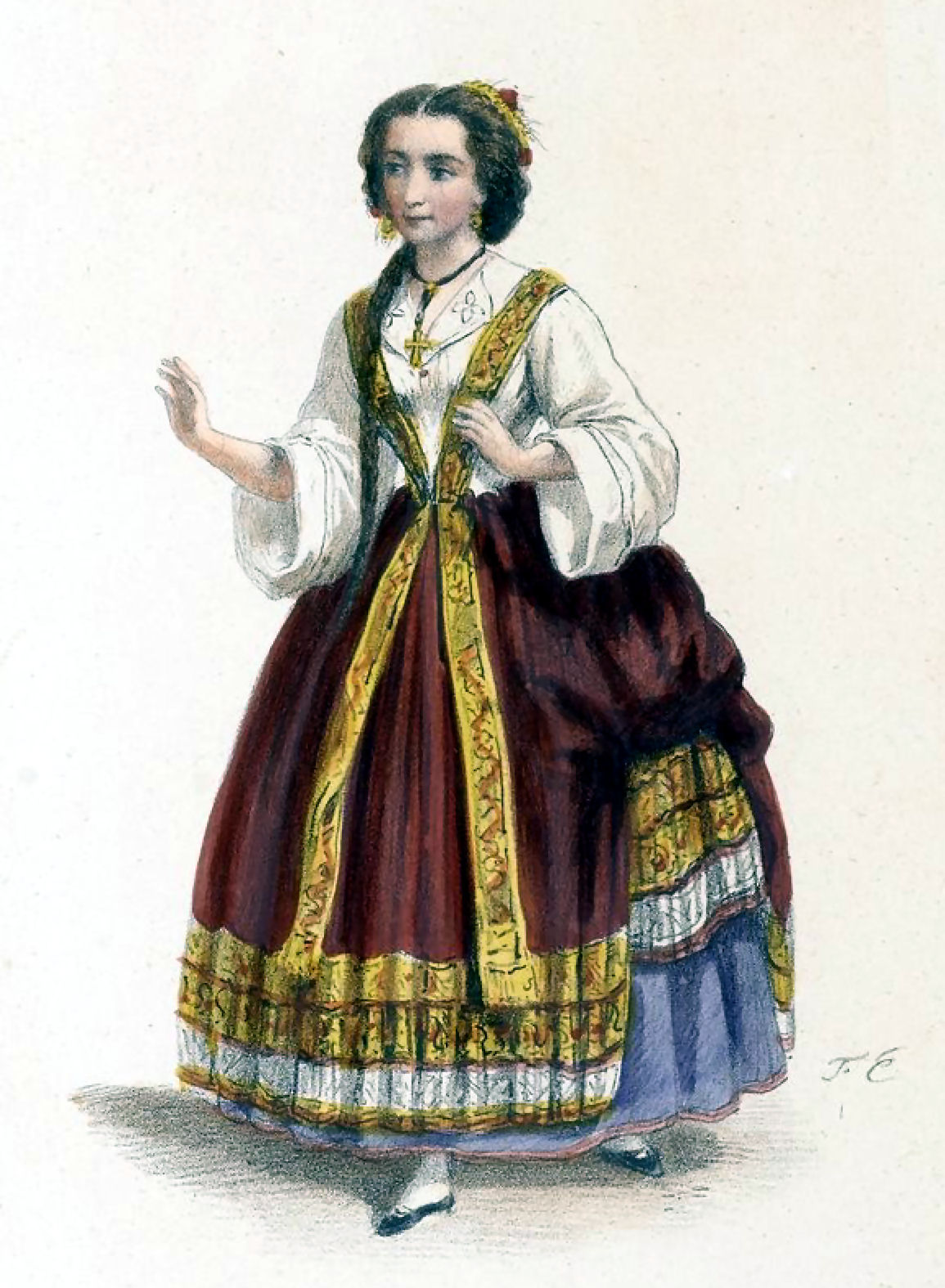
マリー・カベル（ディノラ）
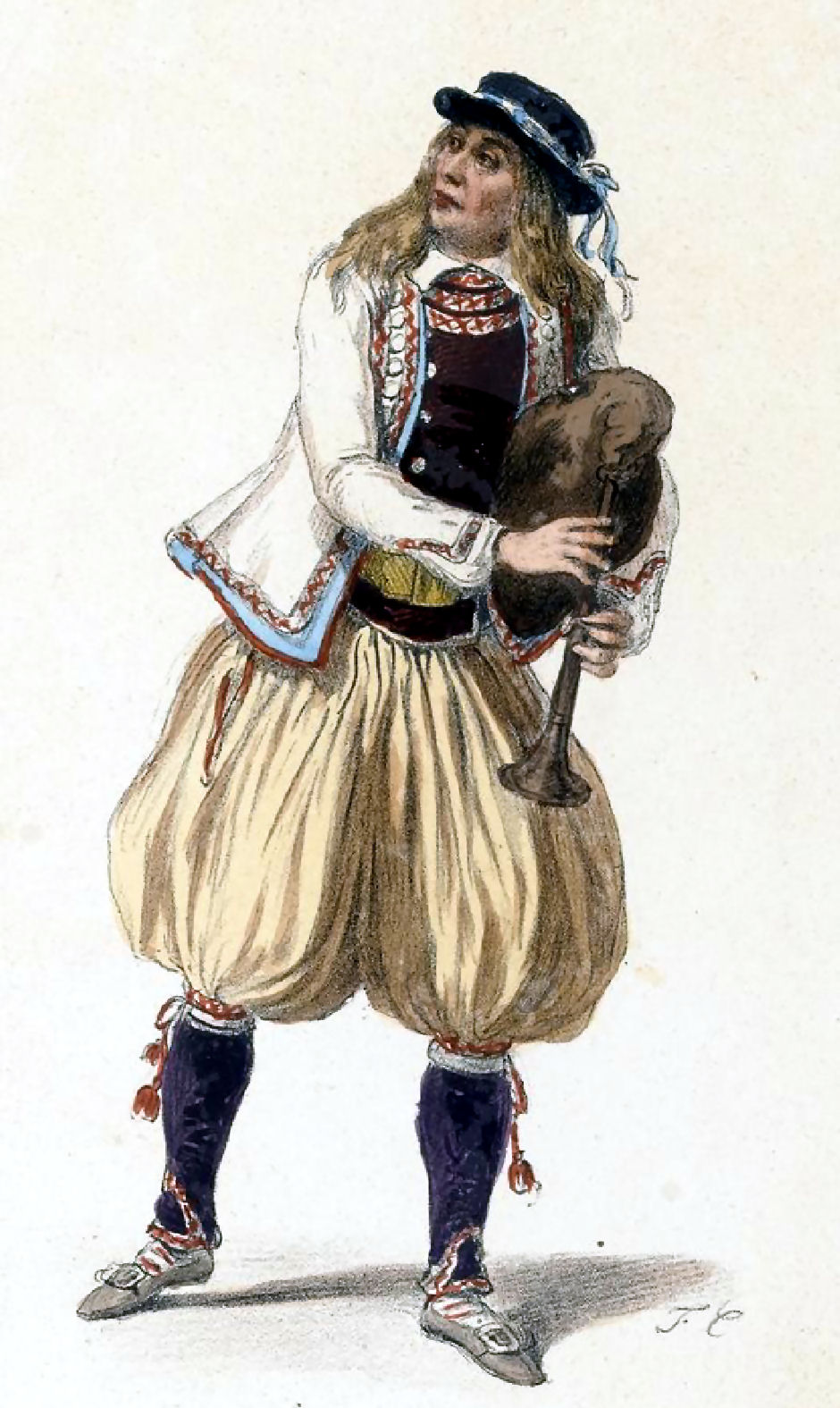

- サント=フォワ（コランタン）

## 楽器編成

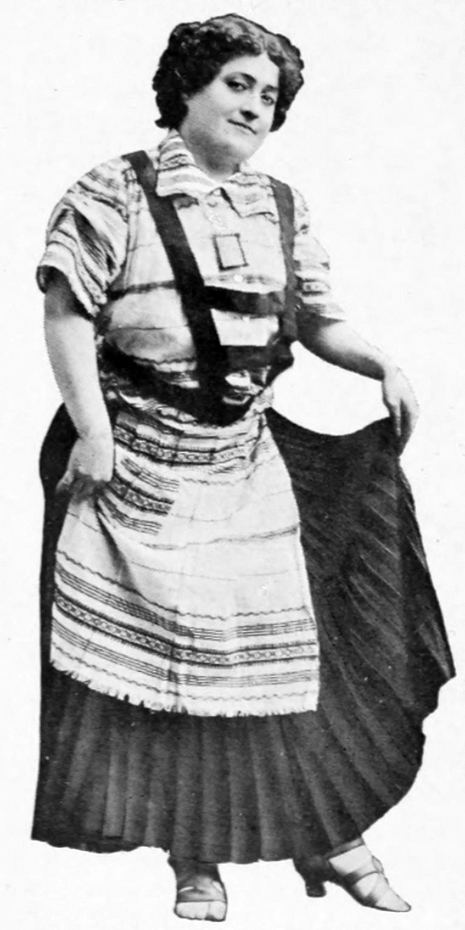
ルイーザ・テラッツァーニ

- 木管楽器: ピッコロ2、フルート2、オーボエ2、イングリッシュ・ホルン1、クラリネット2、バスクラリネット1、ファゴット2
- 金管楽器: ホルン4、ピストン式ホルン3、ピストン式コルネット2、トランペット2、ピストン式トランペット2、トロンボーン3
- 打楽器: ティンパニ1、 バス・ドラム、 シンバル、小太鼓、トライアングル、小さい鐘
- その他: 弦楽五部、ハープ

バンダ（舞台裏）
ハーモニウム、鐘、ウィンドマシーン、サンダーマシーン

## 上演時間
第1幕:約60分、第2幕:約40分、第3幕:約40分、全幕で約１時間20分

## あらすじ
時と場所：19世紀、フランスのブルターニュ地方

### 第1幕
夕暮れ時のコランタンの小屋

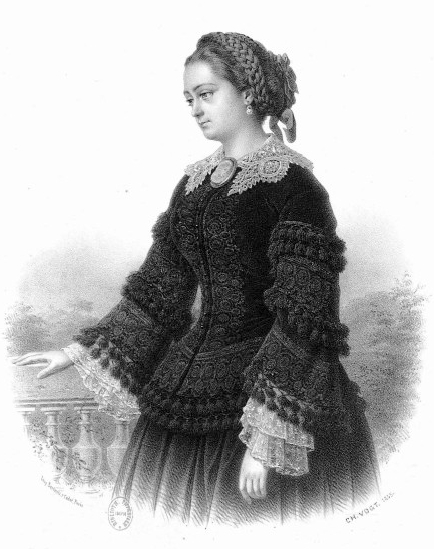
マリー・カベル

山羊飼いたちは農夫たちが丘を下ってくるところに出くわす。 農民たちは「光り輝く日よ」（Le jour radieux）を合唱する。彼らは皆暗くなる前に家に帰るところである。結婚式の日にディノラは婚約者オエルに見捨てられてから正気を失ってしまったのである。ディノラはベラという名のヤギを探し、ベラを捕まえたと信じて込み、ベラに〈子守唄〉「私の可愛いベラ」（Bellah, ma chèvre chérie）を歌いつつ立ち去る。するに、バグパイプを吹きながらコランタンが現れ、小屋に急ぎ入っていく。臆病者のコランタンは、暗くなる前に彼が最近叔父から受け継いだ小屋に戻れたので、ホッと一息をつくと気を取りなおして、バグパイプを演奏し始め、〈クープレ〉「神は皆に分け与える」（Dieu nous donne à chacun en partage）を歌う。
ディノラは音楽に惹かれ、コランタンの小屋に入ってくる。ドアを越しに風が吹き込み蝋燭を消してしまう。ディノラとコランタンは暗闇の中でお互いを見出だす。 怯える若い男は、彼がコリガンの女王の前にいると信じています。 ディノラは彼にバグパイプをもう一度演奏するように頼むと、コランタンは演奏する。ディノラはコランタンを婚約者のオエルだと信じ込む。彼女は彼と踊りたがるので、恐れるコランタンはあえて拒否せず、踊りはじめ「もう一度、もう一度」と2重唱となる。ダンスに疲れきって、二人はやがて眠りに落ちる。
オエルが藁葺き屋根の小屋のドアをノックすると、目を覚ましたディノラは窓から逃げ出し、コランタンは肘掛け椅子の後ろに隠れる。 オエルは勝手に小屋に入り、コランタンの叔父と話したいと言う。オエルはコランタンの叔父が死んだと聞いて気が動転したように見えるが、すぐに気を取り直し、それではコランタンと話がしたいと言う。オエルはコランタンと話しをする前に居酒屋で食事をするよう勧められる。 一人になると、オエルは素晴らしい宝物を手に入れられることに喜びを覚える。伝説によると、宝物に最初に触れた人は死ぬということなので、オエルにはそのための友達が必要だったのだ。オエルは何が起こるかをコランタン本人に告げることなく、彼に宝物に最初に手に入れる人となること了解させたいと思っている。コランタンが帰ってくると、 オエルは嵐によって彼らの結婚式の日に二人の小屋を破壊されたのだが、オエルは花嫁と不幸を嘆き悲しみつつ生きるのではなく、小屋の修復費用を捻出するために、宝物を探しに行くことにした。 言い伝えよれば、宝を手に入れるには、まず人里離れて一年暮らさねばならいと言う。その後、宝物を山分けすることができるので、一緒に宝探しに来るようにコランタンを説得する。宝物を手に入れられるという話は気に入ったコランタンだが、なぜオエルがそんなうまい話を彼に持ち掛けるのか訝しく思う。彼の疑いをおさめるために、オエルはコランタンに酒を飲ませる。コランタンは少し酔ってしまい、ようやくオエルの話に乗ることにする。すると、ディノラの山羊ベラのベルが遠くから聞こえてくる。 オエルは動物が彼らを宝物へと導くと確信し、小屋から飛び出し、続いて怯えつつコランタンも出てくる。山羊を探しているディノラもベルを聞いて、寄ってくる。 ひどい嵐のとき、逃げたベラを追いかけて出て行ったのだった。

### 第2幕

#### 第1場
月明かりに照らされた白樺の林　

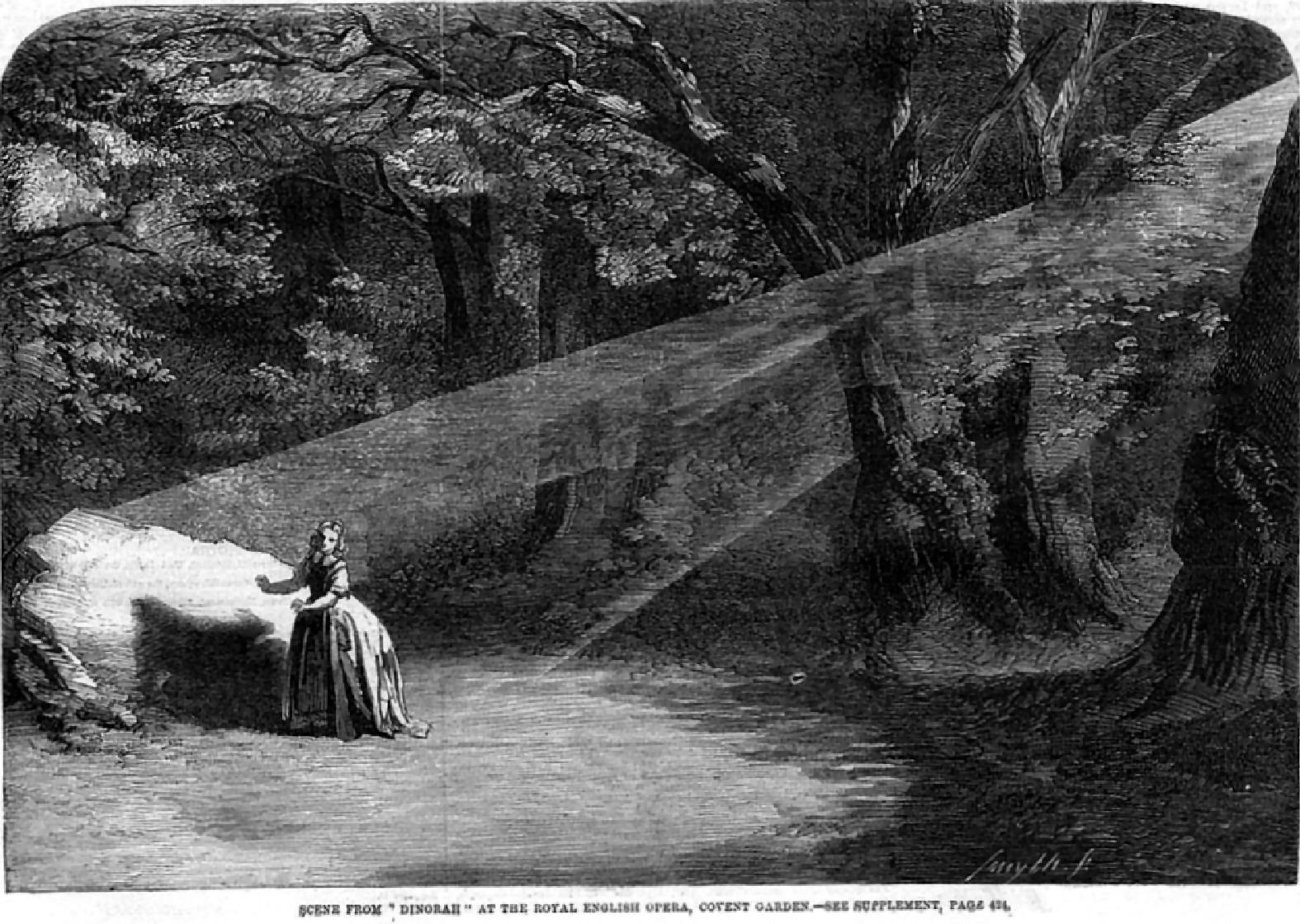
第2幕のデッサン

木こりたちはワインを飲みながら「このワインは美味い」と合唱し、居酒屋で夜を過ごした後、家に帰っていく。ディノラは〈ロマンス〉「私はここよ！オエルはここで私を待っているに違いない」（Me voici, Hoël doit m’attendre ici）を歌う。ディノラがオエルのことを知っていると思った木こりに話を聞こう思っていると、彼女が近づいた時には、木こりはなくなっており、ディノラはいつも一人だと泣き始めてしまう。すると、年老いた山の魔法使いが現れ、月の光を彼女の上に降り注ぐ、彼女の影が彼女の足に投げかけられる。すると、ディノラは喜んで彼女の影に挨拶し、話し始める。ディノラは彼女の影に「さあ、行こう、レッスンを始めましょう」と言う。ディノラは彼女の影が結婚式の前夜に踊ることを学びにきたのだと勝手に想像する。
ディノラは彼女の影と〈アリア〉「影の歌」（Ombre légère）を歌い、踊る。

#### 第2場
海を臨む人けのない湿原

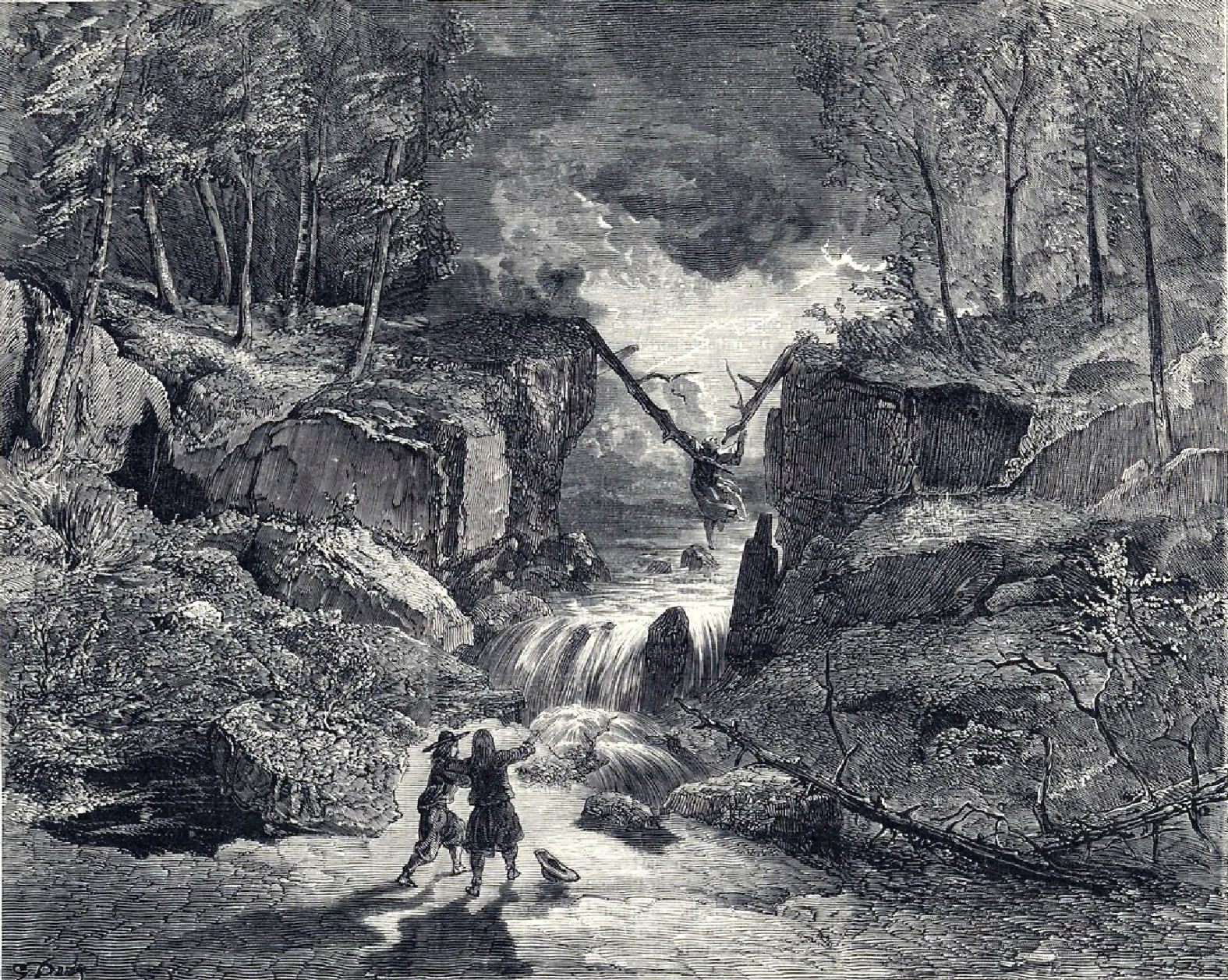
第2幕のラストシーン、ディノラが川に落下

オエルとコランタンは、宝の場所を示す光り輝く十字架の出現を待っている。オエルは周囲を見回しに行き、置き去りにされたコランタンは、勇気を出して〈シャンソン〉「ああ！ なんて寒い！ ああ！ なんて怖い！」（Ah ! Que j’ai froid ! Ah ! Que j’ai peur ! ）を歌い始める。ディノラが現れて、コランタンに話しかけると、コランタンは彼女が伝説に現れる妖精の女王ではないことを理解する。ディノラは隠された宝物の伝説を語り、最初に触れた人が死ぬことをコランタンに警告し、すぐに立ち去ってしまう。オエルがどのように宝物を手に入れるかを決めるために戻ってくる。オエルは宝物に最初に触れるようにコランタンに提案するが、コランタンは拒否する。ディノラが再び現れ、コランタンはディノラに呪われた宝物に触れるように説得しようする。暗闇の中なので、オエルは彼女が自分の婚約者ディノラであることに気づいていないが、罪のない娘を犠牲にすることに消極的な態度をとる。ディノラは突然、ベラが橋を渡るのを見て、追いかける。ディノラが橋を渡り始めると、稲妻が突然橋に当たり、娘は峡谷に落ちてしまう。オエルは娘が彼の花嫁ディノラであることに気づき、彼女を救けに行く。

### 第3幕

#### 第1場
日が昇りかける田舎

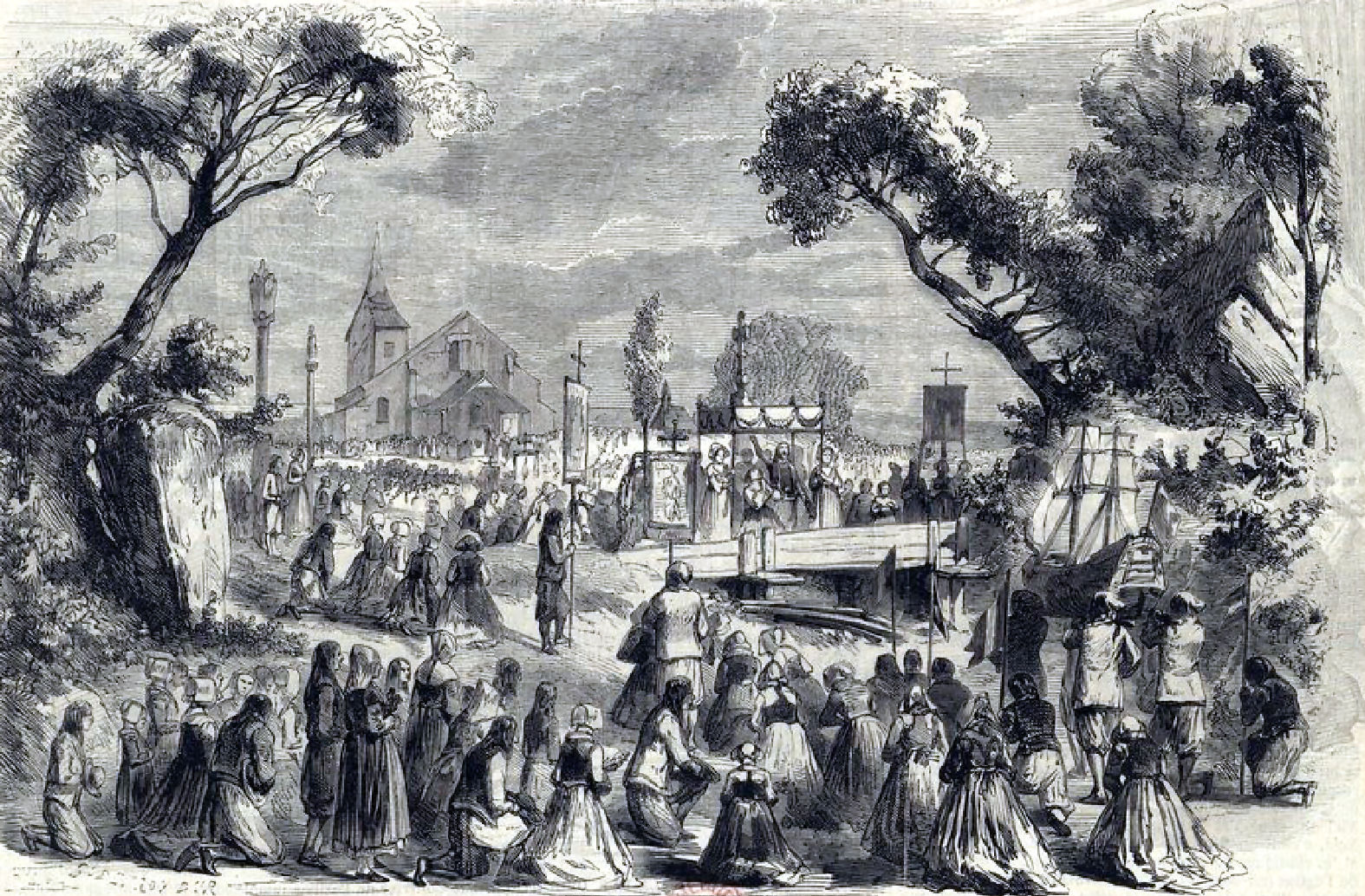
第3幕のシーン

狩人、農夫と2人の山羊飼いの女たちの陽気な歌い声で幕が開く。 狩人は昨夜のひどい嵐の後の田園の落ち着いた美しさを喜ぶ。狩人が去ると農夫は自分の鎌を研ぎながら、畑に向かっていく。二人の山羊飼いの女たちは笛を吹きつつ牧歌風の歌「ジュニパーの下で」を歌う。狩人と農夫が山羊飼いの女たちに嵐の被害状況などを話し始める。皆は「神よ、私たちの父よ」と声を上げて、彼らが救われたことに対する神への感謝の気持ちを表すように祈り始める。コランタンが現れ、なんと、まだ生きていると驚き、もう宝物を探しなんてやらないと誓う。オエルが意識を失ったディノラを腕に抱えて入って来る。 コランタンは藁葺きの屋根の小屋に薬を探しに行く。オエルは自分の不幸を嘆き気持ちが君を傷つけてしまったと嘆き、ディノラに引き起こされたすべての危害について許しを請う。オエルはディノラが死ぬのではないかと恐れているが、彼女は目覚め、そして彼女の最愛の人を見ると、ようやく正気を取り戻す。プロエルメルへ巡礼に向かう村人たちが宗教的な歌「聖マリア」を合唱していると、コランタンが戻って来る。オエルはすべての人に事情を説明し、元気を取り戻したディノラを見て欲しいと言う。皆はディノラを見て安心し、ディノラはオエルと並んで結婚式が執り行われる礼拝堂に向かう行列に加わるのだった。

## 主な録音・録画
| 年   | 配役 ディノラ オエル コランタン 羊飼い 農夫                                                                  | 指揮者 管弦楽団 合唱団                                                                                  | レーベル                                                                     |
| ---- | --- | --- | ---------------------------------------------------------------------------- |
| 1979 | デボラ・クック クリスティアン・プレッシー アレキサンダー・オリヴァー デラ・ジョーンズ イアン・キャリー       | ジェームズ・ジャッド フィルハーモニア管弦楽団 ジェフリー・ミッチェル合唱団                              | CD: OPERA RARA ASIN: B000003LNM 世界初の全曲録音                             |
| 1983 | ルチアーナ・セッラ アンジェロ・ロメロ マックス＝ルネ・コソッティ ロザンナ・ディドーネ ジュゼッペ・ボッタ     | ブルーノ・ポディク トリエステ・ヴェルディ歌劇場管弦楽団 トリエステ・ヴェルディ歌劇場合唱団              | CD: Living Stage ASIN: B000A7XJSI イタリア語歌唱                             |
| 2002 | イザベル・フィリップ アルマン・アラピアン フレデリック・マツォッタ ルシール・ヴィニョン ピエール・エスピオ   | オリヴァー・オプデビーク ファイローニ管弦楽団 コーリ・スペッツァーティ合唱団 演出 :ピエール・ジュルダン | DVD:Cascavelle ASIN: B000BP86UK コンピエーニュテアトル・アンペリアルでの上演 |
| 2014 | パトリツィア・チョーフィ エティエンヌ・デュピュイ フィリップ・タルボ クリスティーナ・シダク ギデオン・ポッペ | エンリケ・マッツォーラ ベルリン・ドイツ・オペラ管弦楽団 ベルリン・ドイツ・オペラ合唱団                  | CD: CPO ASIN: B01DAKME1E 批判校訂版（Critical Edition）による録音            |